# 格拉涅·肖哲
格拉涅·肖哲（愛爾蘭語發音：[ˈɡɾˠaːnʲə ˈʃoːɟə]；1973年11月5日—）是知名愛爾蘭新聞記者，曾是愛爾蘭天空新聞新聞報道員。

## 外部連結
- 格拉涅·肖哲的個人資料（页面存档备份，存于）
- Gráinne Seoige在互联网电影资料库（IMDb）上的資料（英文）